# Stephanie Sheh
Stephanie Ru-Phan Sheh (Los Angeles, Kalifornia, 1977. április 10. –) egy kínai származású amerikai szinkronszínész, író és történetszerkesztő. Ismert még Jennifer Sekiguchi, Tiffany Hsieh, Lulu Chiang és Laura Chyu néven is. Mint Jennifer Sekiguchi az American Anime Awards-on kitüntették a Legjobb Anime Vígjáték Szinkronszínésze díjjal a Girls Bravo-ban és a Haré+Guu-ban nyújtott munkájáért. Gyakran szinkronizál animéket, Kari Wahlgren mellett egy másik női vezető az FLCL-ben.
Fontos megjegyzendő szerepei Inoue Orihime a Bleach-ben, Eureka az Eureka Seven-ben, Mikuru Aszahina a Suzumiya Haruhi no Yuuutsu-ban, Wendy Garret a Gun X Sword-ban és  Hjúga Hinata a Naruto-ban.

## Filmográfia

### Anime szerepek

#### Stephanie Sheh-ként
- Ah! My Goddess: Flights of Fancy - Szatoko Jamano
- Ah My Buddha - Haruka Amanogava
- Bleach - Inoue Orihime, Isane Kotecu, Josi
- Blood+ - Monique
- Bobobo-bo Bo-bobo - Memma, Lemon Fizz, Ruby, Second Oldest Triple Bag, Super Denbo
- Buszó Renkin - Hanaka Buszudzsima
- Code Geass: Lelouch of the Rebellion - Kaguja Szumeragi, Anya Alstreim
- Digimon Savers - Megumi Sirokava
- Eureka Seven - Eureka
- Immortal Grand Prix - Juri Dzsin, Bella DeMarco
- K-On! - Hiraszava Jui
- Kannazuki no Miko - Himeko Kuruszugava
- Black God - Excel
- Lucky Star - Akira Kogami
- MÄR - Bell, Alma, Aqua
- Mars Daybreak - Megumi Higasihara
- Mobile Suit Gundam Unicorn - Audrey Burne / Mineva Lao Zabi
- Szuzumija Haruhi no júucu - Mikuru Aszahina
- The Melody of Oblivion - Coco Ninna-Nanna
- Naruto - Hjúga Hinata, Uzumaki Naruto szexi dzsucuja, Cucsi Kin
- Naruto: Sippúden - Hjúga Hinata
- The Prince of Tennis - Tomoka Osakada, Nanako Meino, An Tachibana
- Groove Adventure Rave - Melodia
- Star Wars: Látomások - Saku
- Street Fighter Alpha: Generations (OVA) - Szajaka
- Strike Witches - Gertrud Barkhorn
- Tamagoccsi: The Movie Mameccsi és Memeccsi
- Tengen Toppa Gurren Lagann - Kinon Bachika
- Zatch Bell! - Sion Hibiki, Penny

#### Jennifer Sekiguchi-ként
- Bottle Fairy - Hororo
- Boys Be... - Jumi Kazama
- Monte Cristo grófja - Haydée
- Cybuster - Mizuki
- Daphne in the Brilliant Blue - Clare
- DearS - Nacuki
- Di Gi Charat - Gema
- Fafner: Dead Aggressor - Maja Tomi
- Fate/stay night - Illyasviel von Einzbern
- Fighting Spirit - Kumi Masiba, Aikava, Dzsóng Mijata.
- FLCL (OVA) - Szamedzsima Mamimi
- Grenadier - Koto
- Ghost Talker's Daydream (OVA) - Icsinosze, Miku
- Gun Sword - Wendy
- Haré+Guu - Guu
- Haibane Renmei - Midori
- Hanaukjo Maid Team - Marron
- I'm Gonna Be An Angel! - Silky
- Ikkitószen - Csinkjú Kódai
- I My Me! Strawberry Eggs - Fudzsio Himedzsima
- Leave it to Piyoko - Gema
- A Little Snow Fairy Sugar - Greta, Saga's Mother
- Musisi - Tanju Karibusa (Ep. 20)
- Read or Die – A betűk bűvöletében - Haruhi Nisidzono
- Samurai Champloo - Koza
- School Rumble OVA - Ghost Girl
- Tales of Phantasia: The Animation - Arche Klein
- Ultra Maniac - Aju Tateisi
- xxxHolic Movie - Little Girl/Girl

#### Tiffany Hsieh-ként
- Tendzsho Tenge - Aja Nacume
- Koi Kaze - Nanoka Kohinata

#### Lulu Chiang-ként
- Girls Bravo - Kirie Kodzsima
- Kamichu – Az iskolás istennő - Macuri Szaegusza
- Mermaid Saga - Rin
- Paranoia Agent - Kamome-kun (English Episode 8)

#### Laura Chyu-ként
- Detatoko Princess - Lapis
- Early Reins - Margaret
- If I See You in my Dreams - Nagisza Siodzaki
- Mouse - Kaiko Hadzuki

#### Becky Chiang-ként
- Eiken - Csiharu Sinonome

### Nem anime szerepek
- A Lármás család - Beatrix, Belle, Beau Jr., Judy
- Three Delivery - Sue
- Korra legendája - Zhu Li
- Miraculous – Katicabogár és Fekete Macska kalandjai - Manon
- Pinkfong Wonderstar - Poki, Billi, Baker, Quacki, Pokibot

### Videójáték-szerepek
- .hack//G.U. vol.3//Redemption - Tabby (nem szerepel a stáblistán)
- Atelier Iris 3: Grand Phantasm - Nell Ellis (nem szerepel a stáblistán)
- Bayonetta - Cereza (nem szerepel a stáblistán)
- Bleach: Shattered Blade - Inoue Orihime
- Blue Dragon - Samila, Pachess Town Child
- Culdcept Saga - Additional voices (as Jennifer Sekiguchi)
- Dawn of Mana - Ritzia (nem szerepel a stáblistán)
- Devil May Cry 4 - Kyrie (nem szerepel a stáblistán)
- Dirge of Cerberus: Final Fantasy VII - Incidental Characters
- Dragoneer's Aria - Euphe Kalm
- Eternal Sonata - Princess Serenade
- Fire Emblem Awakening - Tharja
- inFamous - Civilian
- Stranglehold - Teko
- Lunia - Kali Eschenbach
- Magna Carta 2 - Celestine Roaa
- Mana Khemia: Alchemists of Al-Revis - Nicole Mimi Tithel (nem szerepel a stáblistán)
- Naruto: Clash of Ninja 2 - Hjúga Hinata
- Naruto: Clash of Ninja Revolution - Hjúga Hinata
- Naruto: Clash of Ninja Revolution 2 - Hjúga Hinata
- Naruto: Ultimate Ninja - Hjúga Hinata
- Naruto: Ultimate Ninja 2 - Hjúga Hinata
- Naruto: Ultimate Ninja 3 - Hjúga Hinata
- Naruto Shippuden: Ultimate Ninja 4 - Hjúga Hinata
- Naruto: Ultimate Ninja Storm - Hjúga Hinata
- Naruto: Ultimate Ninja Heroes - Hjúga Hinata
- Naruto: Uzumaki Chronicles - Hjúga Hinata, Diary Voice
- ObsCure - Shannon Matthews
- Odin Sphere - Mercedes (mint Jennifer Sekiguchi)
- Operation Darkness - Cordelia Blake (nem szerepel a stáblistán)
- Project Sylpheed - May Crichton (as Stephanie Shea)
- Resident Evil 5 - Majini, English ADR Director
- Resident Evil: The Darkside Chronicles - Additional voices, English ADR director
- Resident Evil: The Umbrella Chronicles - Rebecca Chambers (nem szerepel a stáblistán)
- Romancing SaGa (PS2 remake) - Marina (nem szerepel a stáblistán)
- Rumble Roses XX - EDIT Voice 1 (nem szerepel a stáblistán)
- Shadow Hearts: Covenant - Princess Anastasia Romanov (as Jennifer Sekiguchi)
- Sonic Lost World - Zeena
- Star Ocean: First Departure - Erys Jerand
- Steambot Chronicles - Rosemary (nem szerepel a stáblistán)
- Suikoden Tactics - Corselia (nem szerepel a stáblistán)
- Valkyrie Profile 2: Silmeria - Silmeria (nem szerepel a stáblistán)
- Zatch Bell! Mamodo Fury - Penny

### Mozifilm szerepek
- Digimon Tamers: The Adventurers' Battle - Minami Uehara
- CJ7 - Ms. Yuen
- Bleach: Elveszett emlékek - Inoue Orihime
- Bleach: A gyémántpor lázadás - Inoue Orihime
- Bleach: Homályos emlékek - Inoue Orihime